# Cop and a Half
Cop and a Half (titulada Un policía y medio en Hispanoamérica y Un policía y pico en España) es una película estadounidense de 1993 dirigida por Henry Winkler. Fue protagonizada por Burt Reynolds, Norman D. Golden II, Ruby Dee, Holland Taylor, Ray Sharkey, Frank Sivero, Rocky Giordani, Marc Macaulay, Tom McCleister, Ralph Wilcox y Tom Kouchalakos. Distribuida por Universal Studios, la película se estrenó el 2 de abril de 1993 en Estados Unidos.

## Sinopsis
Devon Butler es un niño que sueña con trabajar como policía. Un día, es testigo de un asesinato y se dirige a una comisaría para contar lo sucedido, bajo la condición de que lo conviertan en policía. Devon es puesto bajo el cuidado del detective Nick McKenna, a quien no le agradan los niños, para que lo acompañe en sus patrullajes.

## Reparto
- Burt Reynolds - Detective Nick McKenna
- Norman D. Golden II - Devon Butler
- Ruby Dee - Rachel Butler
- Holland Taylor - Capitana Rubio
- Ray Sharkey - Vinnie Fountain
- Sammy Hernandez - Raymond Sanchez
- Frank Sivero - Chu
- Rocky Giordani - Quintero
- Marc Macaulay - Waldo
- Tom McCleister - Rudy
- Ralph Wilcox - Detective Matt McPhail
- Tom Kouchalakos - Detective Jenkins